# Remodeling chromatyny
Remodeling chromatyny nazywany także rearanżacją chromatyny stanowi proces polegający na zmianie struktury chromatyny przy pomocy określonych kompleksów białkowych, którego celem jest regulacja ekspresji genów poprzez zmianę dostępności chromatyny dla czynników transkrypcyjnych. Pierwsze białka zdolne do remodelowania struktury przestrzennej chromatyny zostały odkryte na początku lat 90. XX wieku. Do chwili obecnej udało się dość dobrze zbadać budowę i mechanizm działania niektórych czynników białkowych biorących udział w tym procesie.

## Kompleksy białkowe remodelujące chromatynę
Wszystkie kompleksy tego rodzaju zbudowane są z wielu podjednostek, pełniących różne funkcje. Najważniejszym elementem jest białko o aktywności ATPazy, wykorzystujące hydrolizę ATP do pozycjonowania nukleosomów. W zależności od rodzaju kompleksu mechanizm działania jest odmienny; wspólnym elementem jest natomiast tworzenie pętli niezwiązanego z chromatyną DNA, która może ulegać przemieszczeniu w obrębie nukleosomu. Większość informacji na temat tych regulatorów transkrypcji wynika z badań prowadzonych na Drosophila melanogaster i drożdżach, jednakże występują one u większości organizmów eukariotycznych.

### Kompleks SWI/SNF
Drożdżowy kompleks modelujący chromatynę, złożony z 11 podjednostek. Kompleks aktywatorowy ma aktywność ATP-azy zależnej od DNA; cecha ta jest silnie konserwatywna ewolucyjnie dla tego kompleksu. Generalnie pełni on funkcję destabilizującą względem chromatyny poprzez indukowanie pozytywnych superskrętów nici DNA (badania na nagim plazmidzie). Kompleks ten wiąże się z przecinającymi się nićmi DNA (badania in vitro) i jest on związany z holoenzymem polimerazy II RNA. Białka SWI1, SWI2 i SWI3 są potrzebne do zajścia zmian koniugacyjnych u drożdża Saccharomyces cerevisiae. Natomiast białka SNF2, SNF5 i SNF6 są wymagane do przeprowadzenia normalnej transkrypcji z udziałem sekwencji LTR retrotranspozonu Ty.
U licznych organizmów stwierdzono obecność genów homologicznych do SWI2/SNF2, przykładowo u Homo sapiens są to geny Brg1 oraz hBrm natomiast u Drosophila melanogaster występują także homologiczne geny Brahma.

### Kompleksy NURF i CHRAC
Oba wzmiankowane kompleksy białkowe występują u muszki owocowej D. melanogaster i pełnią analogiczną funkcję jak SWI/SNF. NURF jest homologiczny do SWI/SNF natomiast CHRAC nie jest. Warto zaznaczyć, że innym homologiem SWI/SNF u D. melanogaster jest produkt genu ISWI, który jest w 75% homologiczny z ludzkim białkiem hSNF2. Białka ISWI zasadniczo działają jako represory transkrypcji i prowadzą do heterochromatynizacji.

### Białka Polycomb
Do tej grupy białek zalicza się przede wszystkim kompleksy: Pc, Pcl, Ph, Psc, Su(2)Z, będące represorami gen homeotyczny u Drosophila melanogaster. Białko Pc posiada konserwatywną ewolucyjnie chromodomenę, odpowiedzialną za wiązanie się z heterochromatyną, jednakże wydaje się, że samo białko nie oddziałuje z chromatyną. Białka Polycomb są istotne dla utrzymania wzorców ekspresji genów homeotycznych poprzez bezpośrednie oddziaływanie z nią i zmianę jej stopnia kondensacji. Dołączają się one do sekwencji genów homeotycznych przy udziale sekwencji PRE. Poprzez metylację histonów represja określonych genów jest dziedziczona epigenetycznie wraz z kolejnymi podziałami w ten sposób zmodyfikowanej komórki. Opisano co najmniej dwa modele tłumaczące w jaki sposób białka te mogą oddziaływać z chromatyną:
- W oparciu o sekwencje PRE tworzą one w chromatynie struktury wyższego rzędu, które zakrywają promotory i enhancery (innymi słowy zachodzi kondensacja chromatyny).
- Kompleksy Polycomb tworzą na terenie jądra przedziały utrudniające dostęp do określonych sekwencji chromatyny.